# Douchapt
Douchapt est une commune française située dans le département de la Dordogne, en région Nouvelle-Aquitaine.

## Géographie

### Généralités
Dans le quart nord-ouest du département de la Dordogne, en Ribéracois, la commune de Douchapt est entièrement située en rive gauche de la Dronne et comprend également une petite île au milieu de cette rivière, près du village de vacances de Beauclair. C'est une commune rurale qui fait partie de l'aire d'attraction de Ribérac, zonage d’étude défini par l'Insee, qui a remplacé en 2020 l'aire urbaine de Ribérac qui n'incluait pas la commune.
À 500 mètres au sud de la route départementale (RD) 710, le bourg de Douchapt est situé, en distances orthodromiques, quatre kilomètres à l'ouest-sud-ouest de Tocane-Saint-Apre, huit kilomètres à l'est de Ribérac et treize kilomètres au nord-ouest de Saint-Astier.
La commune est également bordée au sud-ouest par la RD 104.

### Communes limitrophes
Douchapt est limitrophe de cinq autres communes. Au sud-est le territoire de Saint-Aquilin est distant d'environ 120 mètres et au nord-est, celui de Montagrier est éloigné d'environ 130 mètres.
| Saint-Méard-de-Drône   | Saint-Victor |                   |
| Saint-Pardoux-de-Drône | Douchapt     | Tocane-Saint-Apre |
|                        | Segonzac     |                   |

### Géologie et relief

#### Géologie
Situé sur la plaque nord du Bassin aquitain et bordé à son extrémité nord-est par une frange du Massif central, le département de la Dordogne présente une grande diversité géologique. Les terrains sont disposés en profondeur en strates régulières, témoins d'une sédimentation sur cette ancienne plate-forme marine. Le département peut ainsi être découpé sur le plan géologique en quatre gradins différenciés selon leur âge géologique. Douchapt est située dans le troisième gradin à partir du nord-est, un plateau formé de calcaires hétérogènes du Crétacé.
Les couches affleurantes sur le territoire communal sont constituées de formations superficielles du Quaternaire et de roches sédimentaires datant pour certaines du Cénozoïque, et pour d'autres du Mésozoïque. La formation la plus ancienne, notée c5b, date du Campanien 2, des calcaires crayo-marneux blanchâtres à grosses silicifications grises en alternance dures et tendres puis calcaire crayeux à glauconie. La formation la plus récente, notée CFp, fait partie des formations superficielles de type colluvions indifférenciées de versant, de vallon et plateaux issues d'alluvions, molasses, altérites. Le descriptif de ces couches est détaillé dans  la feuille « no 758 - Périgueux (ouest) » de la carte géologique au 1/50 000 de la France métropolitaine, et sa notice associée.

Carte géologique de Douchapt.

#### Relief et paysages
Le département de la Dordogne se présente comme un vaste plateau incliné du nord-est (491 m, à la forêt de Vieillecour dans le Nontronnais, à Saint-Pierre-de-Frugie) au sud-ouest (2 m à Lamothe-Montravel). L'altitude du territoire communal varie quant à elle entre 66 m au nord-ouest de la commune, à la pointe occidentale de l'île, là où la Dronne quitte le territoire communal pour servir de limite entre Saint-Méard-de-Drône et Saint-Victor, et 204 m au sud, au lieu-dit l'Abbaye, en limite de la commune et du bourg de Segonzac.
Dans le cadre de la Convention européenne du paysage entrée en vigueur en France le 1er juillet 2006, renforcée par la loi du 8 août 2016 pour la reconquête de la biodiversité, de la nature et des paysages, un atlas des paysages de la Dordogne a été élaboré sous maîtrise d’ouvrage de l’État et publié en octobre 2020. Les paysages du département s'organisent en huit unités paysagères et 14 sous-unités. La commune est dans le Ribéracois, une région naturelle possédant un relief vallonné avec des altitudes moyennes comprises autour des 130-160 m, sculpté par la Dronne et ses nombreux affluents. Les paysages sont ondulés de grandes cultures dont les vastes horizons contrastent avec les paysages plus cloisonnés de la Dordogne,.
La superficie cadastrale de la commune publiée par l'Insee, qui sert de référence dans toutes les statistiques, est de 8,68 km2,,. La superficie géographique, issue de la BD Topo, composante du Référentiel à grande échelle produit par l'IGN, est quant à elle de 8,5 km2.

### Hydrographie

#### Réseau hydrographique
La commune est située dans le bassin de la Dordogne au sein du Bassin Adour-Garonne. Elle est drainée par la Dronne, le Pinquet, le Sauvagnac et par deux petits cours d'eau, qui constituent un réseau hydrographique de 9,5 km de longueur totale,.
La Dronne, d'une longueur totale de 200,56 km, prend sa source dans la Haute-Vienne dans la commune de Bussière-Galant et se jette en rive droite de l'Isle — dont elle est le principal affluent — à Coutras en Gironde, au lieu-dit la Fourchée, face à la commune de Sablons,. Elle borde la commune au nord sur deux kilomètres, face à Saint-Victor.
Deux de ses affluents de rive gauche baignent la commune : le Pinquet à l'ouest sur plus d'un kilomètre, et le Sauvagnac qui sert de limite naturelle à l'est sur plus de deux kilomètres et demi, face à Tocane-Saint-Apre.

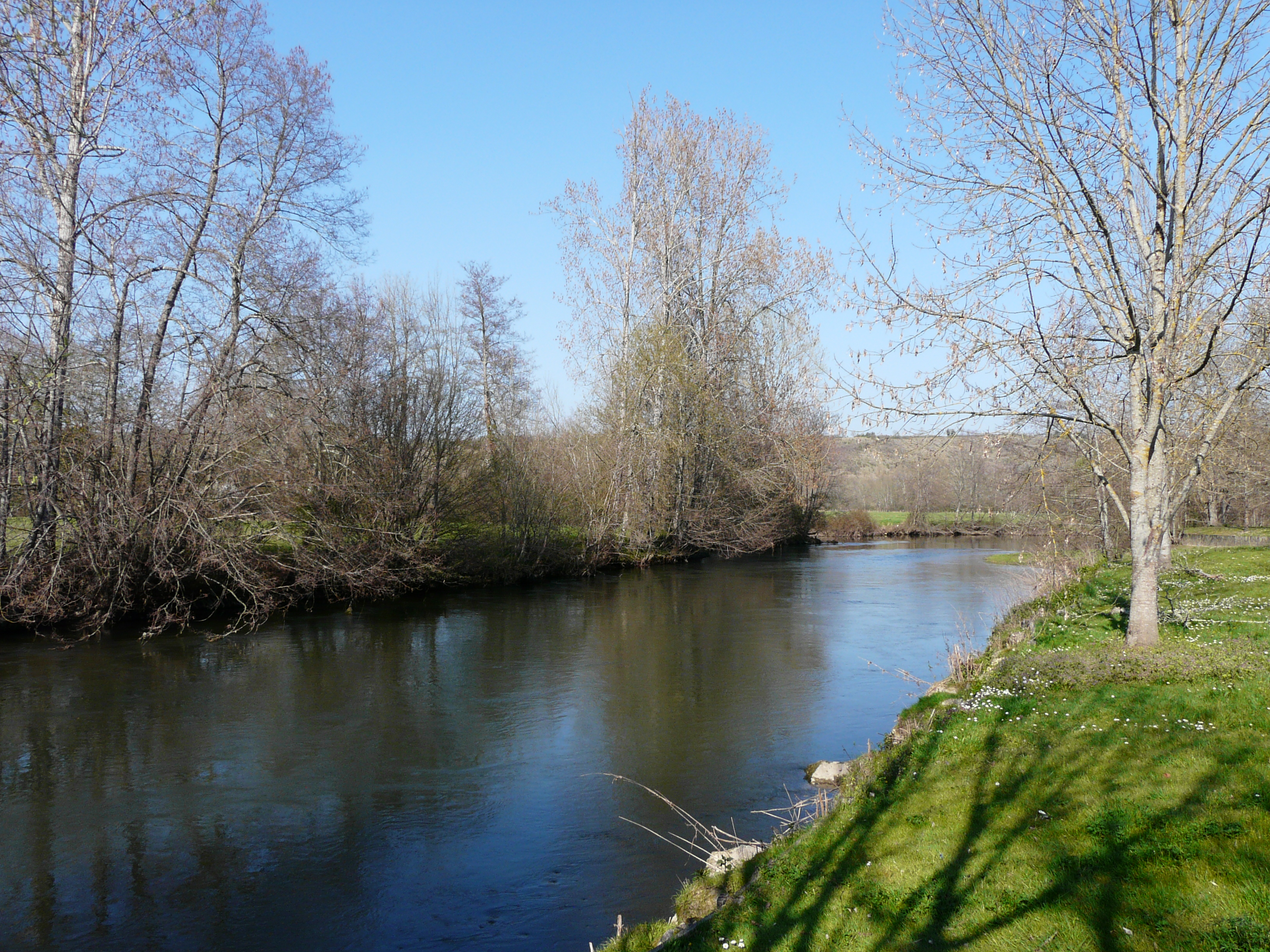
Au lieu-dit Beauclair, la Dronne sert de limite entre Douchapt (au premier plan) et Saint-Victor (vue prise en direction de l'amont).
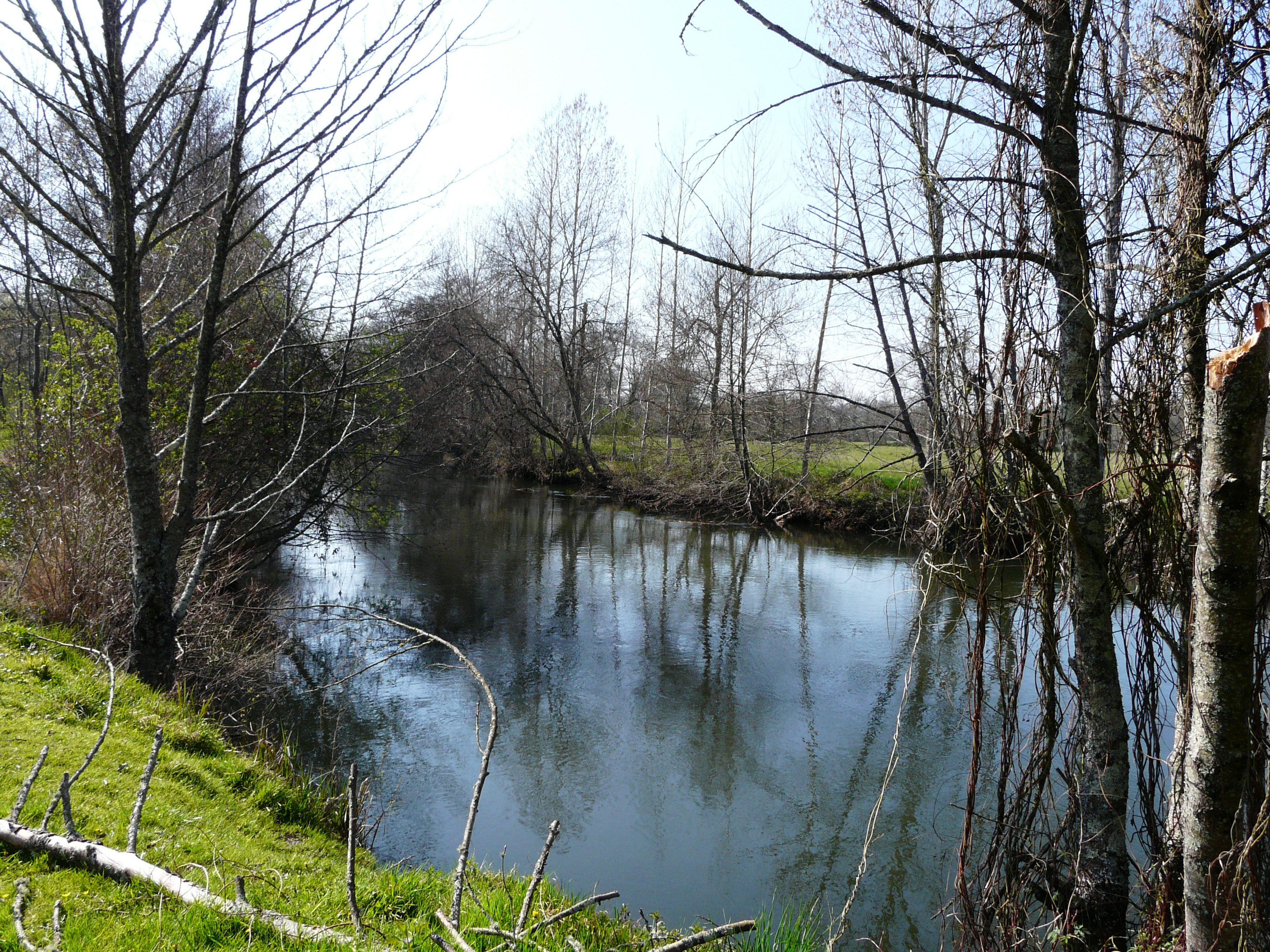
Idem (vue prise en direction de l'aval).
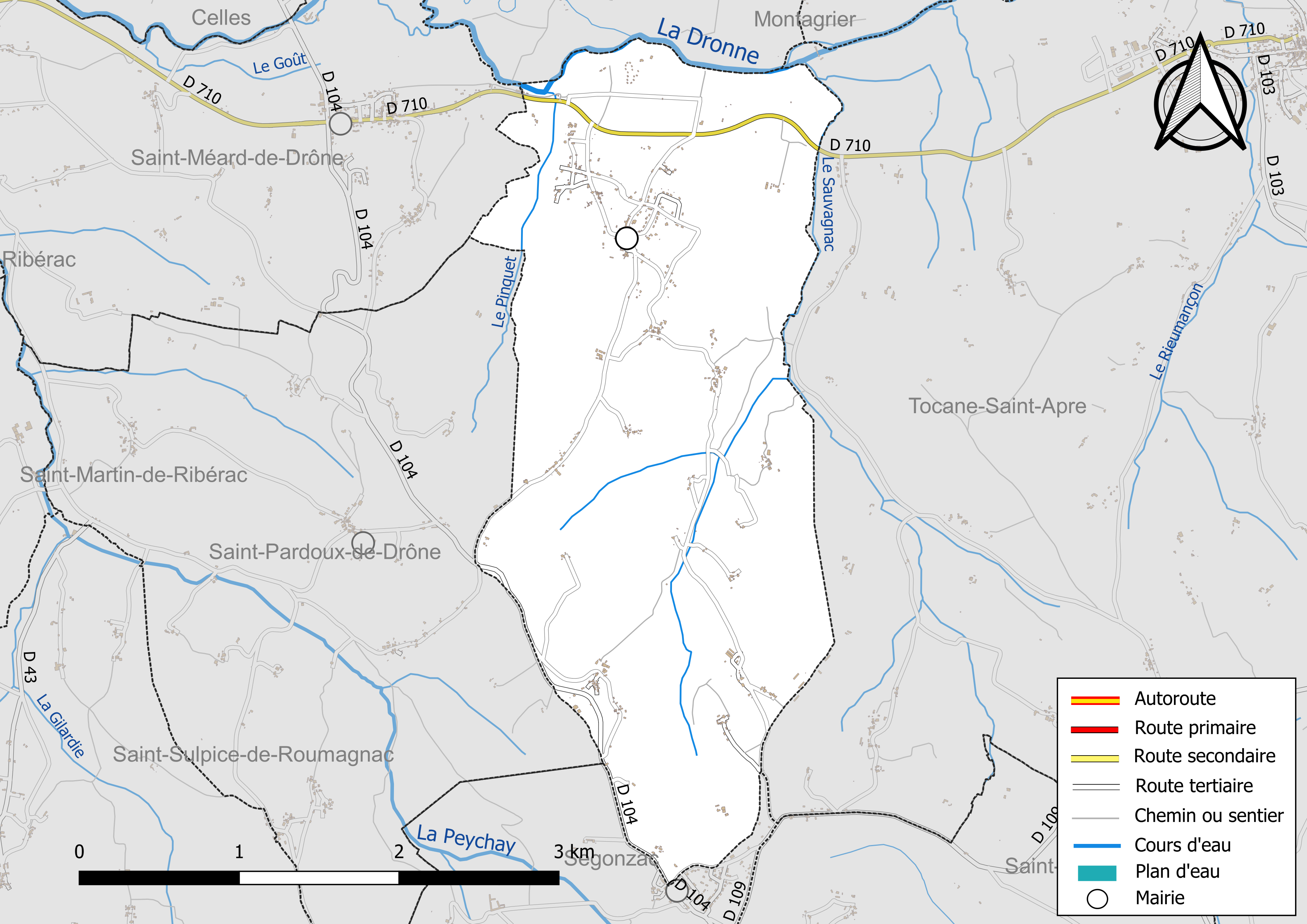
Réseaux hydrographique et routier de Douchapt.

#### Gestion et qualité des eaux
Le territoire communal est couvert par le schéma d'aménagement et de gestion des eaux (SAGE) « Isle - Dronne ». Ce document de planification, dont le territoire regroupe les bassins versants de l'Isle et de la Dronne, d'une superficie de 7 500 km2, a été approuvé le 2 août 2021. La structure porteuse de l'élaboration et de la mise en œuvre est l'établissement public territorial de bassin de la Dordogne (EPIDOR). Il définit sur son territoire les objectifs généraux d’utilisation, de mise en valeur et de protection quantitative et qualitative des ressources en eau superficielle et souterraine, en respect des objectifs de qualité définis dans le troisième SDAGE  du Bassin Adour-Garonne qui couvre la période 2022-2027, approuvé le 10 mars 2022.
La qualité des eaux de baignade et des cours d’eau peut être consultée sur un site dédié géré par les agences de l’eau et l’Agence française pour la biodiversité.

### Climat
Pour des articles plus généraux, voir Climat de la Nouvelle-Aquitaine et Climat de la Dordogne.
Historiquement, la commune est exposée à un climat océanique aquitain.  
En 2020, Météo-France publie une typologie des climats de la France métropolitaine dans laquelle la commune est exposée à un climat océanique altéré et est dans la région climatique  Aquitaine, Gascogne, caractérisée par une pluviométrie abondante au printemps, modérée en automne, un faible ensoleillement au printemps, un été chaud (19,5 °C), des vents faibles, des brouillards fréquents en automne et en hiver et des orages fréquents en été (15 à 20 jours).
Pour la période 1971-2000, la température annuelle moyenne est de 12,5 °C, avec  une amplitude thermique annuelle de 14,9 °C. Le cumul annuel moyen de précipitations est de 896 mm, avec 12 jours de précipitations en janvier et 7,3 jours en juillet. Pour la période 1991-2020, la température moyenne annuelle observée sur la station météorologique la plus proche, située sur la commune de Saint-Martin-de-Fressengeas à 4 km à vol d'oiseau, est de 12,4 °C et le cumul annuel moyen de précipitations est de 1 050,4 mm,. Pour l'avenir, les paramètres climatiques de la commune estimés pour 2050 selon différents scénarios d’émission de gaz à effet de serre sont consultables sur un site dédié publié par Météo-France en novembre 2022.

## Urbanisme

### Typologie
Au 1er janvier 2024, Douchapt est catégorisée commune rurale à habitat très dispersé, selon la nouvelle grille communale de densité à 7 niveaux définie par l'Insee en 2022.
Elle est située hors unité urbaine. Par ailleurs la commune fait partie de l'aire d'attraction de Ribérac, dont elle est une commune de la couronne,. Cette aire, qui regroupe 24 communes, est catégorisée dans les aires de moins de 50 000 habitants,.

### Occupation des sols
L'occupation des sols de la commune, telle qu'elle ressort de la base de données européenne d’occupation biophysique des sols Corine Land Cover (CLC), est marquée par l'importance des territoires agricoles (74,5 % en 2018), en diminution par rapport à 1990 (79,4 %). La répartition détaillée en 2018 est la suivante : 
zones agricoles hétérogènes (54,8 %), forêts (20,2 %), terres arables (16,8 %), zones urbanisées (5,3 %), prairies (2,9 %). L'évolution de l’occupation des sols de la commune et de ses infrastructures peut être observée sur les différentes représentations cartographiques du territoire : la carte de Cassini (XVIIIe siècle), la carte d'état-major (1820-1866) et les cartes ou photos aériennes de l'IGN pour la période actuelle (1950 à aujourd'hui).

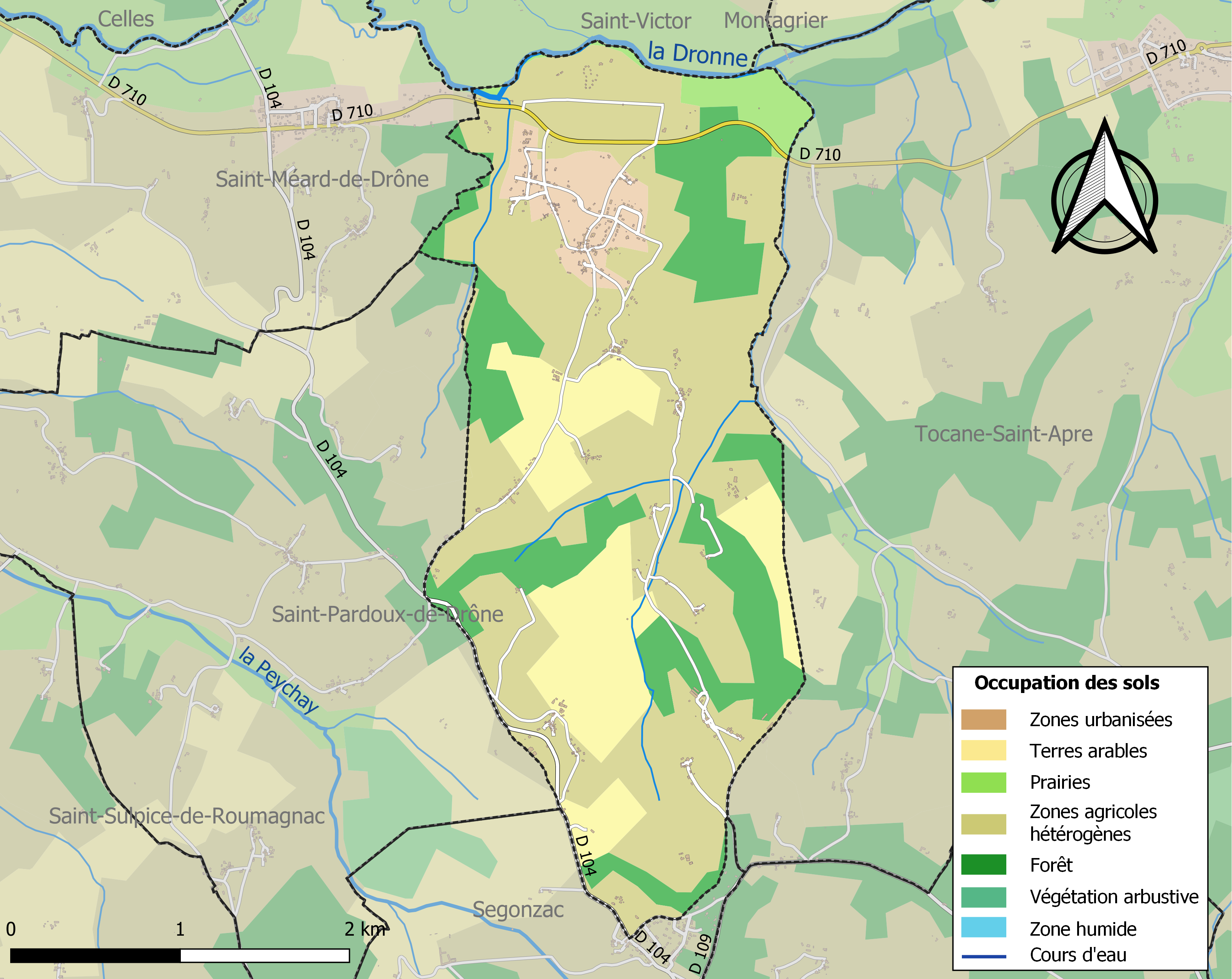
Carte des infrastructures et de l'occupation des sols de la commune en 2018 (CLC).

### Villages, hameaux et lieux-dits
Outre le bourg de Douchapt proprement dit, le territoire se compose d'autres villages ou hameaux, ainsi que de lieux-dits :
- l'Abbaye
- Beauclair
- les Bernichoux
- Bois du Bollet
- le Bollet
- Bressol
- les Burelles
- Chabretaire
- Claud de Fayoulette
- les Combes
- les Farges
- Fayoulette
- les Glories
- la Grange
- Lagrava
- Chez Lebost
- le Maine
- Maison Neuve
- Majoly
- Margot
- Papey
- le Payssé
- le Pinquet
- Plaisance
- Puy du Maine
- Puygaren
- la Roche
- Sauvagnac
- Subrenat
- la Sylandie
- le Treuil
- les Vignauds
- les Vignes.

### Prévention des risques
Le territoire de la commune de Douchapt est vulnérable à différents aléas naturels : météorologiques (tempête, orage, neige, grand froid, canicule ou sécheresse), inondations, feux de forêts, mouvements de terrains et séisme (sismicité très faible). Un site publié par le BRGM permet d'évaluer simplement et rapidement les risques d'un bien localisé soit par son adresse soit par le numéro de sa parcelle.
Certaines parties du territoire communal sont susceptibles d’être affectées par le risque d’inondation par débordement de cours d'eau, notamment la Dronne. La commune a été reconnue en état de catastrophe naturelle au titre des dommages causés par les inondations et coulées de boue survenues en 1982, 1983 et 1999,. Le risque inondation est pris en compte dans l'aménagement du territoire de la commune par le biais du plan de prévention des risques inondation (PPRI) de la « vallée de la Dronne », couvrant 19 communes et approuvé le 31 janvier 2014, pour les crues de la Dronne,.
Douchapt est exposée au risque de feu de forêt. L’arrêté préfectoral du 14 mars 2013 fixe les conditions de pratique des incinérations et de brûlage dans un objectif de réduire le risque de départs d’incendie. À ce titre, des périodes sont déterminées : interdiction totale du 15 février au 15 mai et du 15 juin au 15 octobre, utilisation réglementée du 16 mai au 14 juin et du 16 octobre au 14 février. En septembre 2020, un plan inter-départemental de protection des forêts contre les incendies (PidPFCI) a été adopté pour la période 2019-2029,.

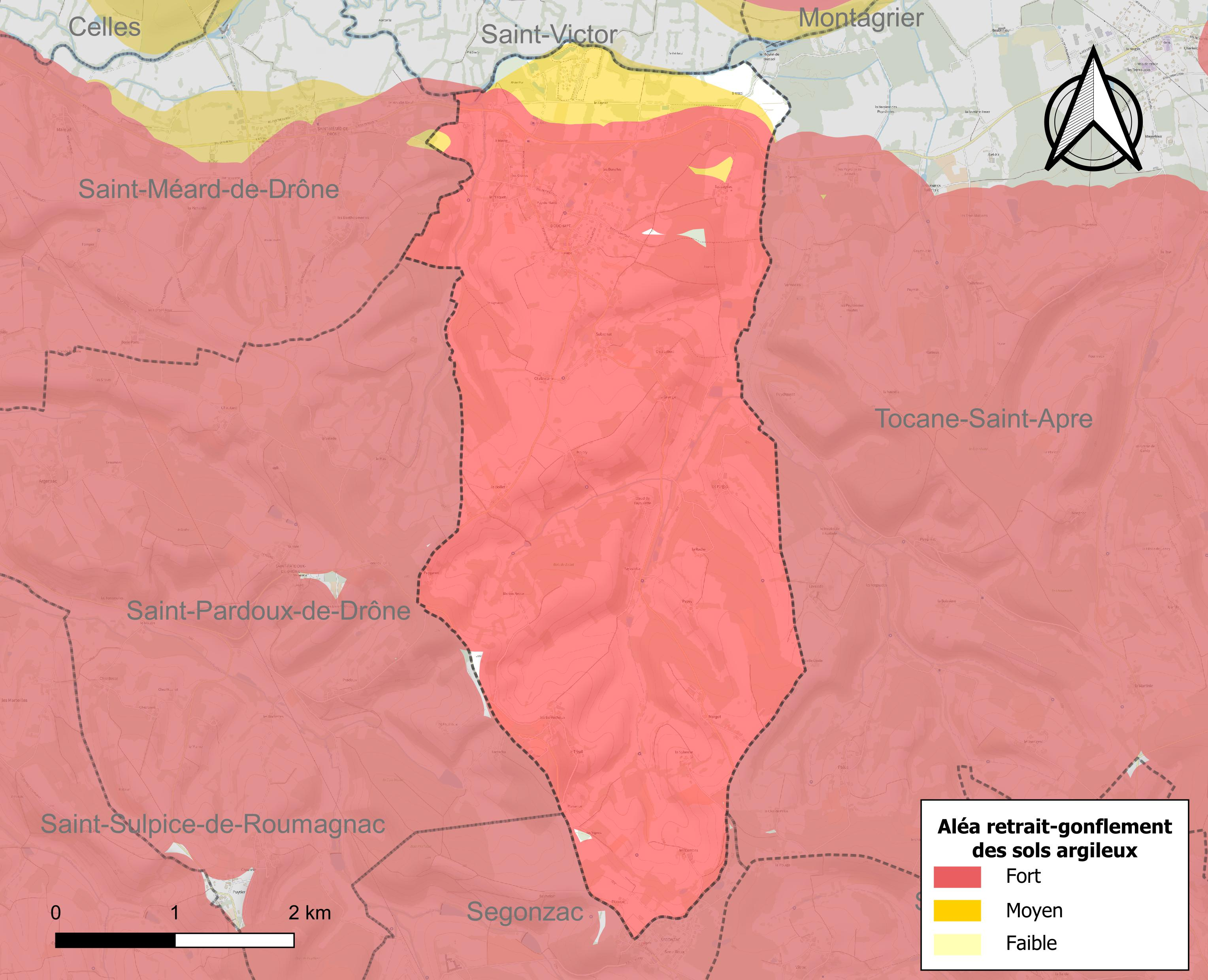
Carte des zones d'aléa retrait-gonflement des sols argileux de Douchapt.

Les mouvements de terrains susceptibles de se produire sur la commune sont des tassements différentiels. Le retrait-gonflement des sols argileux est susceptible d'engendrer des dommages importants aux bâtiments en cas d’alternance de périodes de sécheresse et de pluie. 98,6 % de la superficie communale est en aléa moyen ou fort (58,6 % au niveau départemental et 48,5 % au niveau national métropolitain). Depuis le 1er octobre 2020, en application de la loi ÉLAN, différentes contraintes s'imposent aux vendeurs, maîtres d'ouvrages ou constructeurs de biens situés dans une zone classée en aléa moyen ou fort,.
La commune a été reconnue en état de catastrophe naturelle au titre des dommages causés par la sécheresse en 1989, 1992, 1997, 2003 et 2005 et par des mouvements de terrain en 1999.

## Toponymie
La première mention écrite connue du lieu date de 1178 sous la forme latine Sanctus Petrus de Dupchac, dans une bulle du pape Alexandre III, suivie de Dopchac en 1365 (paroisse qui dépendait de la châtellenie de Saint-Astier), puis Dopchacum.
Le nom de la commune correspond à un personnage d'origine gauloise, Duppius, auquel a été ajouté le suffixe -acum indiquant la propriété, le tout pouvant se traduire par « domaine de Duppius ».
En occitan, la commune porte le nom de Dochac.

## Histoire
Au XIVe siècle, la paroisse de Dopchac dépendait de la châtellenie de Saint-Astier.
La commune a été créée lors de la Révolution française.

## Politique et administration

### Rattachements administratifs et électoraux
Dès 1790, la commune de Douchapt est rattachée au canton de Montagrier qui dépend du district de Ribérac jusqu'en 1795, date de suppression des districts. En 1801, ce canton dépend de l'arrondissement de Ribérac jusqu'en 1926, date à laquelle ce dernier est supprimé et ses communes rattachées à l'arrondissement de Périgueux.
Dans le cadre de la réforme de 2014 définie par le décret du 21 février 2014, le canton de Montagrier disparaît aux élections départementales de mars 2015. La commune est alors rattachée au canton de Brantôme — renommé en 2020 canton de Brantôme en Périgord — et reste attaché à l'arrondissement de Périgueux lors de la réorganisation des limites d'arrondissement de janvier 2017.

### Intercommunalité
En 1993, Douchapt intègre dès sa création la communauté de communes des Hauts de Dronne. Celle-ci est dissoute au 31 décembre 2013 et remplacée au 1er janvier 2014 par la communauté de communes du Pays Ribéracois, renommée en 2019 en communauté de communes du Périgord Ribéracois.

### Administration municipale
La population de la commune étant comprise entre 100 et 499 habitants au recensement de 2017, onze conseillers municipaux ont été élus en 2020,.

### Liste des maires
| Période                                  | Période       | Identité              | Étiquette | Qualité                                |
| ---------------------------------------- | ------------- | --------------------- | --------- | -------------------------------------- |
| Les données manquantes sont à compléter. |               |                       |           |                                        |
|                                          |               |                       |           |                                        |
| avant 1988                               | ?             | Jean-Louis Desvergnes |           |                                        |
|                                          |               |                       |           |                                        |
| mars 2001                                | novembre 2017 | Jean-Pierre Jugie     | DVG       | Responsable d'établissement industriel |
| février 2018 (réélu en mai 2020)         | En cours      | Yves Mahaud           | DVG       | Enseignant au collège de Ribérac       |

## Équipements et services publics

### Justice
Dans le domaine judiciaire, Douchapt relève : 
- du tribunal judiciaire, du tribunal pour enfants, du conseil de prud'hommes et du tribunal de commerce de Périgueux ;
- du pôle Nationalité du tribunal judiciaire de Périgueux (compétent uniquement dans le domaine de la nationalité) ;
- de la cour d'appel, du tribunal administratif et de la  cour administrative d'appel de Bordeaux.

## Population et société

### Démographie
Les habitants de Douchapt se nomment les Douchaptois.
L'évolution du nombre d'habitants est connue à travers les recensements de la population effectués dans la commune depuis 1793. Pour les communes de moins de 10 000 habitants, une enquête de recensement portant sur toute la population est réalisée tous les cinq ans, les populations de référence des années intermédiaires étant quant à elles estimées par interpolation ou extrapolation. Pour la commune, le premier recensement exhaustif entrant dans le cadre du nouveau dispositif a été réalisé en 2008.

En 2022, la commune comptait 349 habitants, en évolution de −3,59 % par rapport à 2016 (Dordogne : +0,37 %, France hors Mayotte : +2,11 %).
| 1793 | 1800 | 1806 | 1821 | 1831 | 1836 | 1841 | 1846 | 1851 |
| ---- | ---- | ---- | ---- | ---- | ---- | ---- | ---- | ---- |
| 528  | 562  | 557  | 622  | 650  | 601  | 583  | 621  | 658  |

| 1856 | 1861 | 1866 | 1872 | 1876 | 1881 | 1886 | 1891 | 1896 |
| ---- | ---- | ---- | ---- | ---- | ---- | ---- | ---- | ---- |
| 622  | 647  | 641  | 564  | 598  | 574  | 580  | 507  | 475  |

| 1901 | 1906 | 1911 | 1921 | 1926 | 1931 | 1936 | 1946 | 1954 |
| ---- | ---- | ---- | ---- | ---- | ---- | ---- | ---- | ---- |
| 435  | 456  | 418  | 421  | 429  | 421  | 433  | 377  | 329  |

| 1962 | 1968 | 1975 | 1982 | 1990 | 1999 | 2006 | 2008 | 2013 |
| ---- | ---- | ---- | ---- | ---- | ---- | ---- | ---- | ---- |
| 330  | 297  | 253  | 260  | 240  | 251  | 276  | 284  | 344  |

| 2018 | 2022 | - | - | - | - | - | - | - |
| ---- | ---- | - | - | - | - | - | - | - |
| 356  | 349  | - | - | - | - | - | - | - |

### Manifestations culturelles et festivités
- En juillet et août, le Douchapt Blues Festival organise des concerts de jazz sur neuf communes, dont quatre à Douchapt (15e édition en 2025)[64].
- Fête annuelle le 15 août[65].
- En août 2013, Douchapt a accueilli pour la troisième fois, après 1934 et 1994, le comice agricole du canton de Montagrier, dont c'était la 135e édition[66].

### Sports et loisirs
Chaque été, en vallée de la Dronne, autour de Douchapt, est organisé le « Raid Val de Dronne », épreuve qui allie VTT, canoë, course d'orientation et parcours aventure (25e édition en 2025).

## Économie

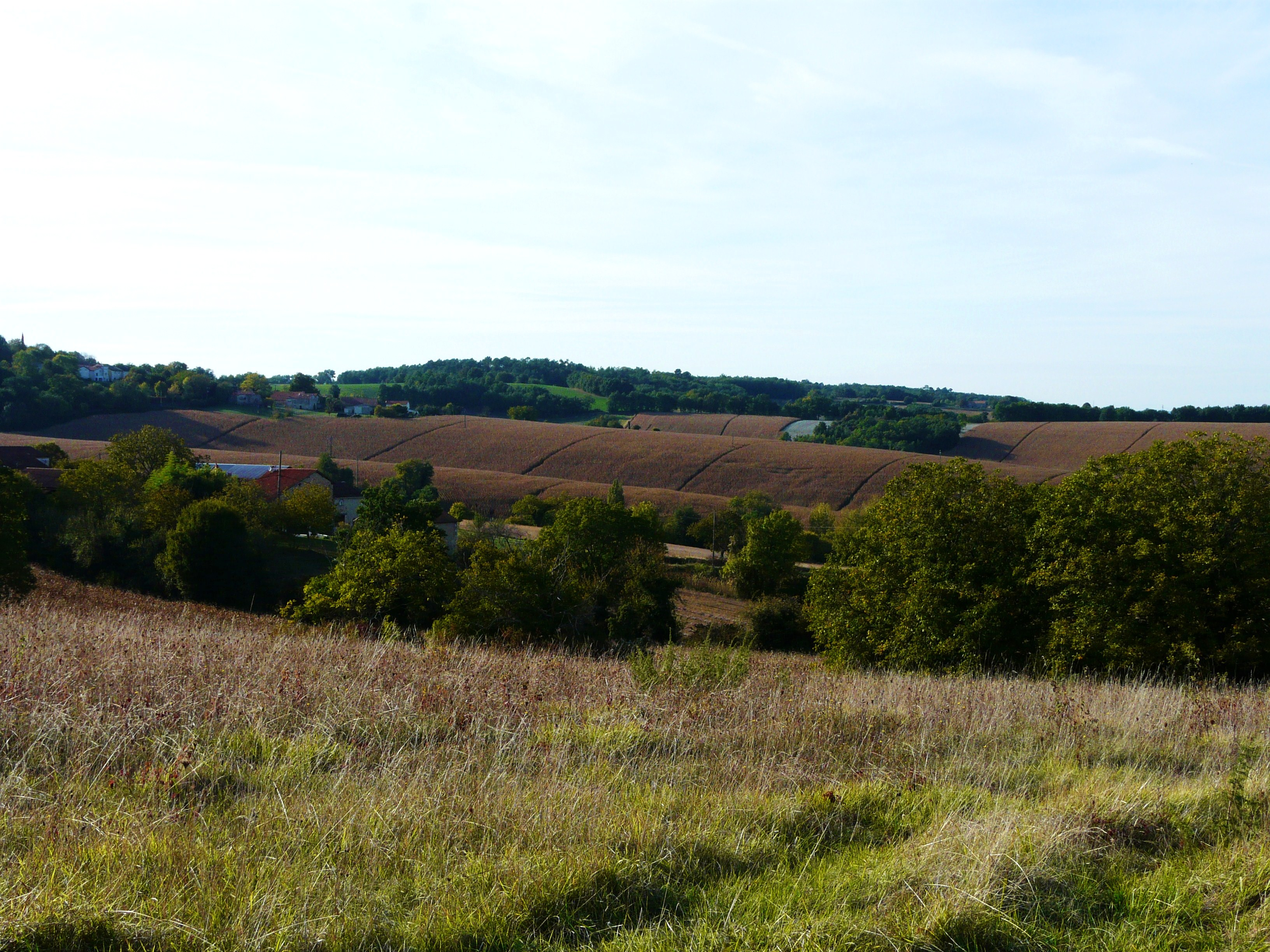
Cultures de maïs au sud de la commune en 2009.

### Emploi
En 2015, parmi la population communale comprise entre 15 et 64 ans, les actifs représentent 164 personnes, soit 45,4 % de la population municipale. Le nombre de chômeurs (quatorze) a légèrement augmenté par rapport à 2010 (treize) et le taux de chômage de cette population active s'établit à 8,3 %.

### Établissements
Au 31 décembre 2015, la commune compte trente établissements, dont dix-neuf au niveau des commerces, transports ou services, cinq dans l'agriculture, la sylviculture ou la pêche, trois dans l'industrie, deux relatifs au secteur administratif, à l'enseignement, à la santé ou à l'action sociale, et un dans la construction.

## Culture locale et patrimoine

### Lieux et monuments
- Église Saint-Pierre-ès-Liens du XIIe siècle, remaniée au XIXe siècle[71]. À l'extérieur, côté sud, une dalle du XIe siècle représentant deux fauves a été utilisée en remploi[72].
- Chapelle Notre-Dame-de-Pitié édifiée en 1892, à la place d'une chapelle (Notre-Dame-de-Douchapt) du XVIIe siècle[73].
- En contrebas et à l'ouest de cette chapelle se trouve la fontaine Saint-Pierre ou Saint-Pé[46]. La fontaine comme la chapelle faisaient jadis l'objet d'un pèlerinage[46] deux fois par an, le 8 juin pour sdemander protection contre les intempéries et le plus important les 14 et 15 août pour vénérer la Vierge Marie[74].
- Les locaux de la mairie ont été installés dans l'ancien presbytère du XVIIIe siècle ; une tour renfermant un escalier à vis lui est attenante à son angle sud-est[75].
- Pigeonnier de Sauvagnac[76].

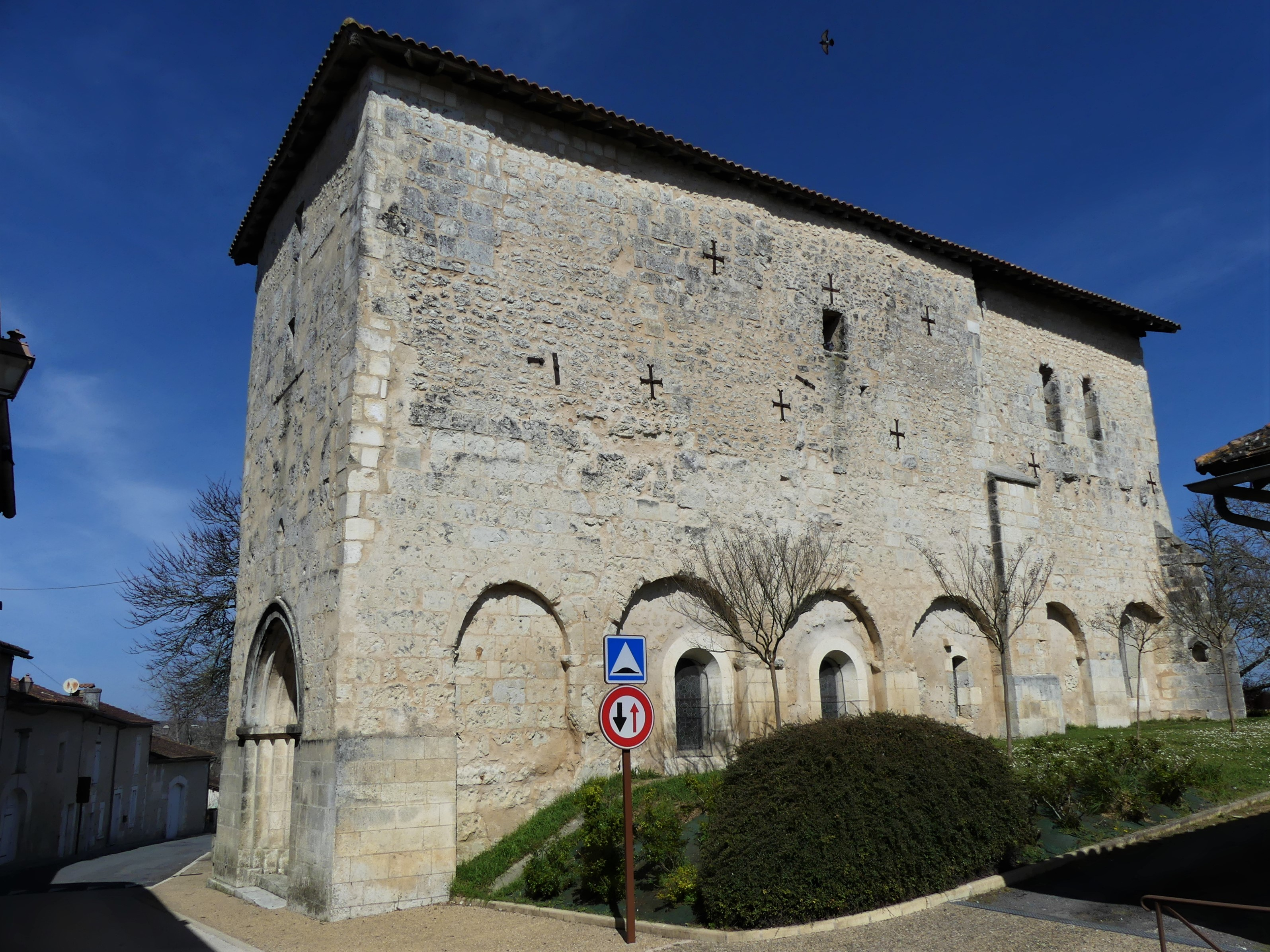
L'église Saint-Pierre-ès-Liens.
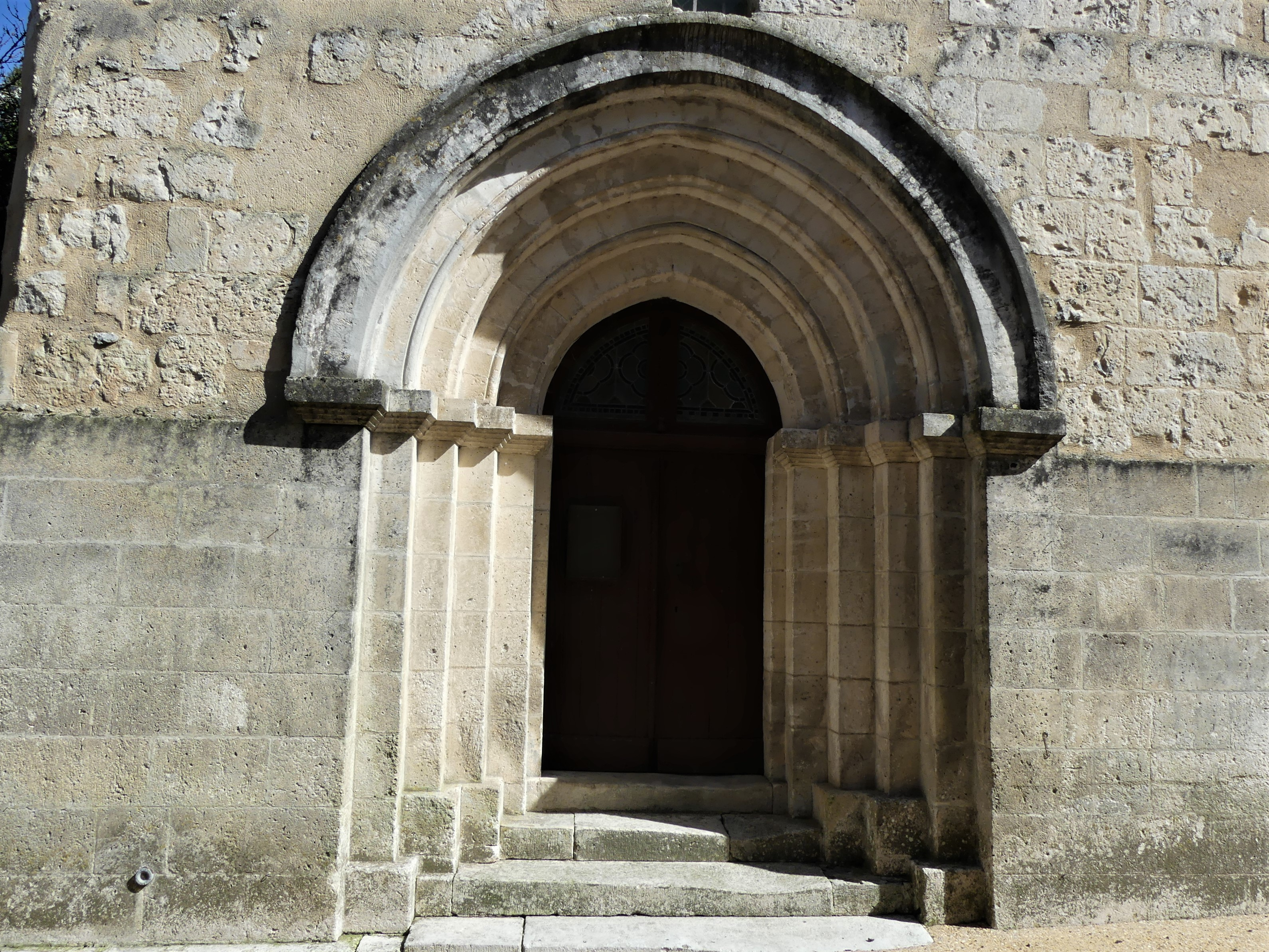
Son portail.
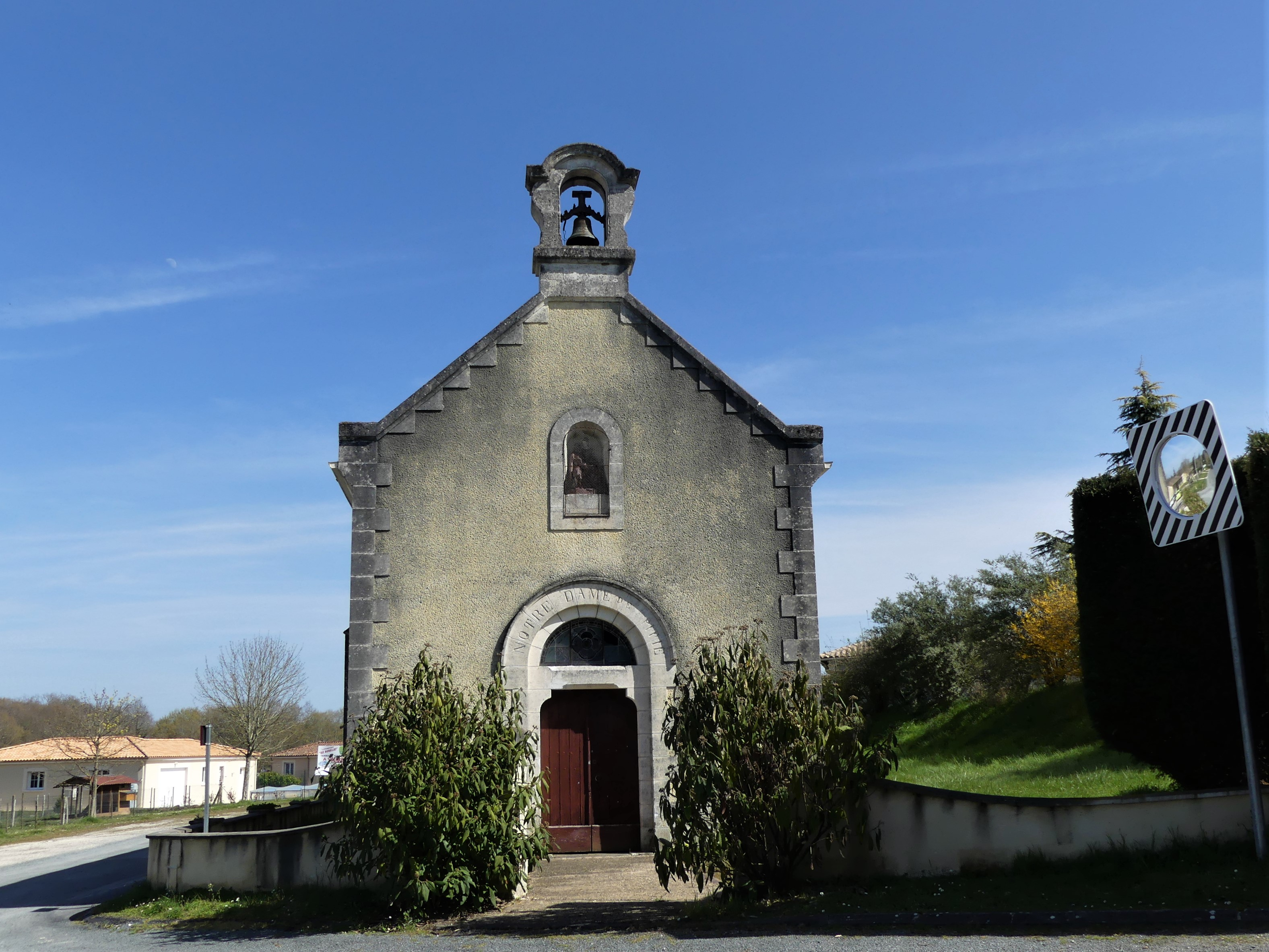
La chapelle Notre-Dame-de-Pitié.
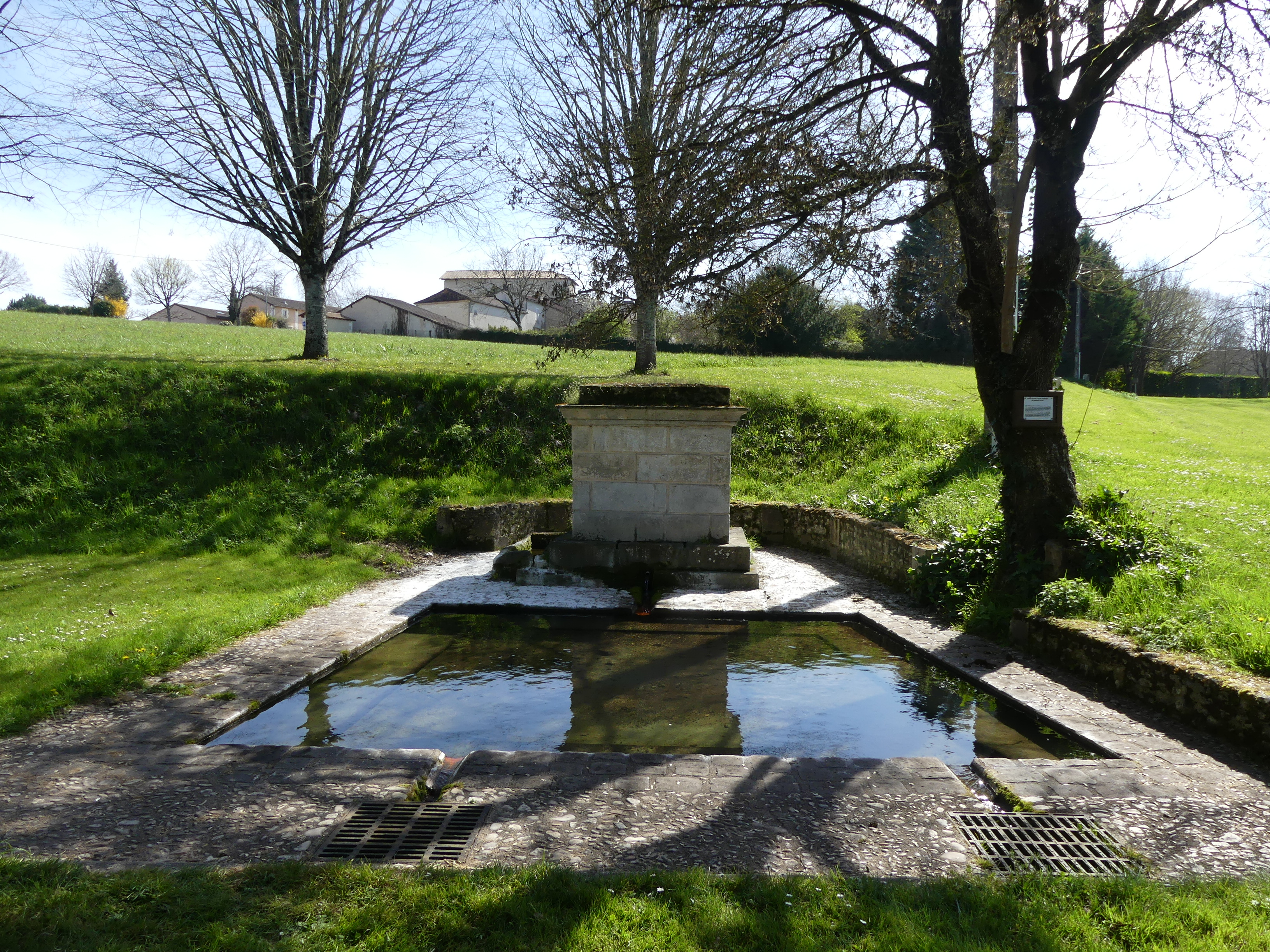
La fontaine Saint-Pierre.
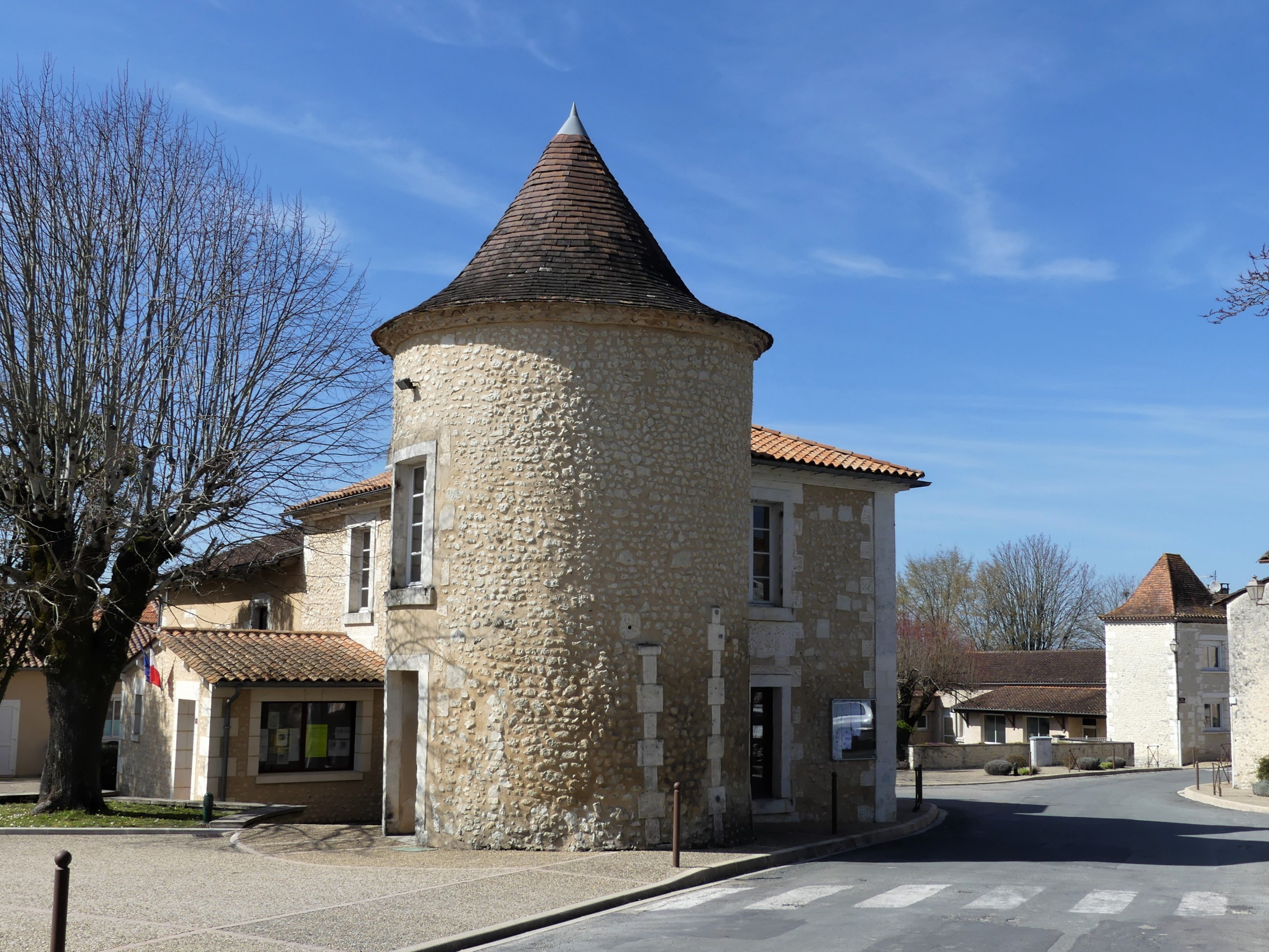
La tour d'angle à côté de la mairie.
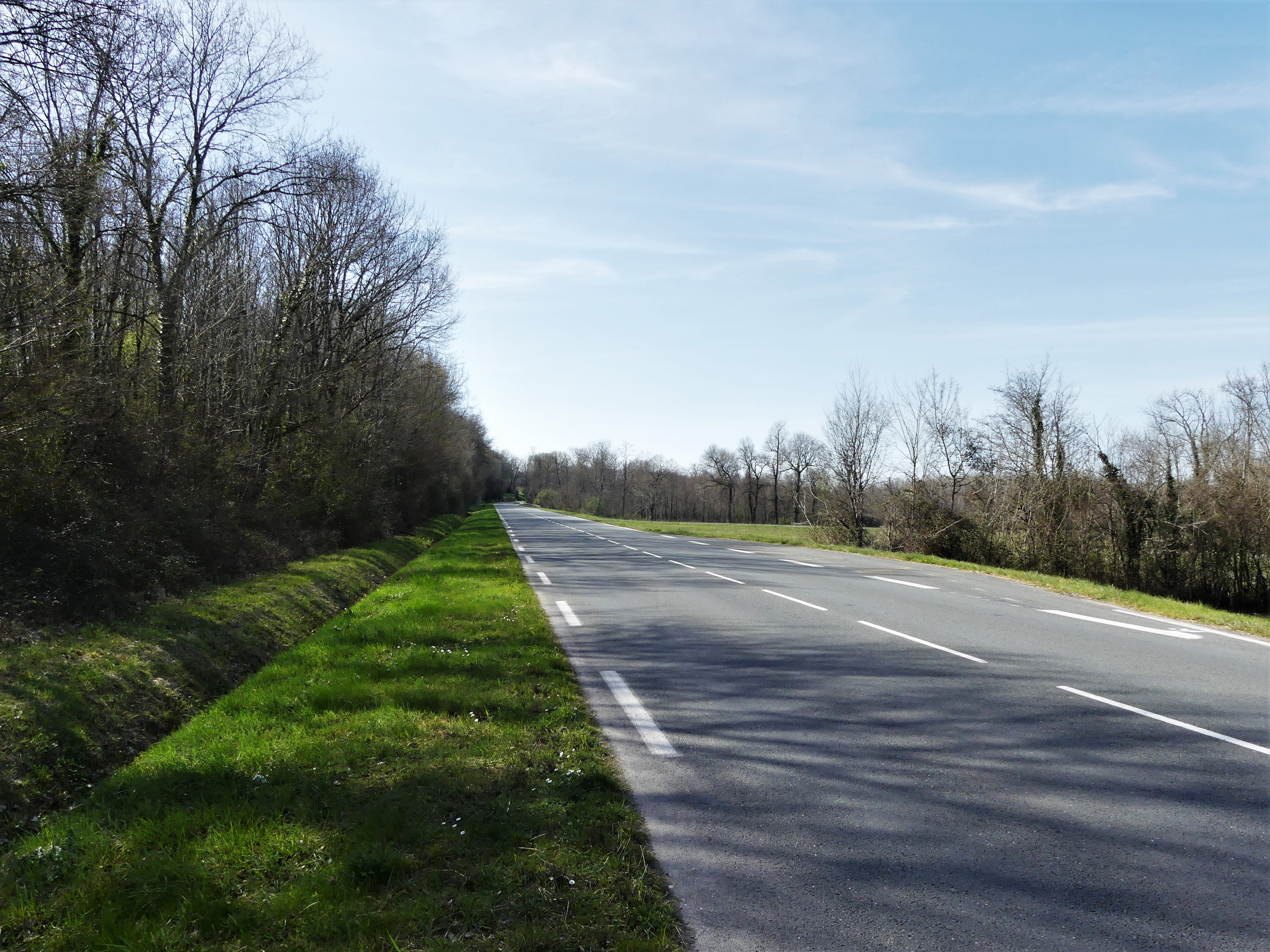
La RD 710 au nord du bourg.

## Pour approfondir